# Your Love
"Your Love" je píseň americké hip-hopové zpěvačky Nicki Minaj. Píseň pochází z jejího debutového alba Pink Friday. Produkce se ujali producenti David Freeman a Andrew Wansel.

## Hitparáda
| Země   | Umístění |
| ------ | -------- |
| Kanada | 43       |
| USA    | 14       |